# Velvet Revolver
Velvet Revolver was een Amerikaanse hardrockband, gevormd als een zogenaamde supergroep met leden uit Guns N' Roses en Stone Temple Pilots.

## Bandleden

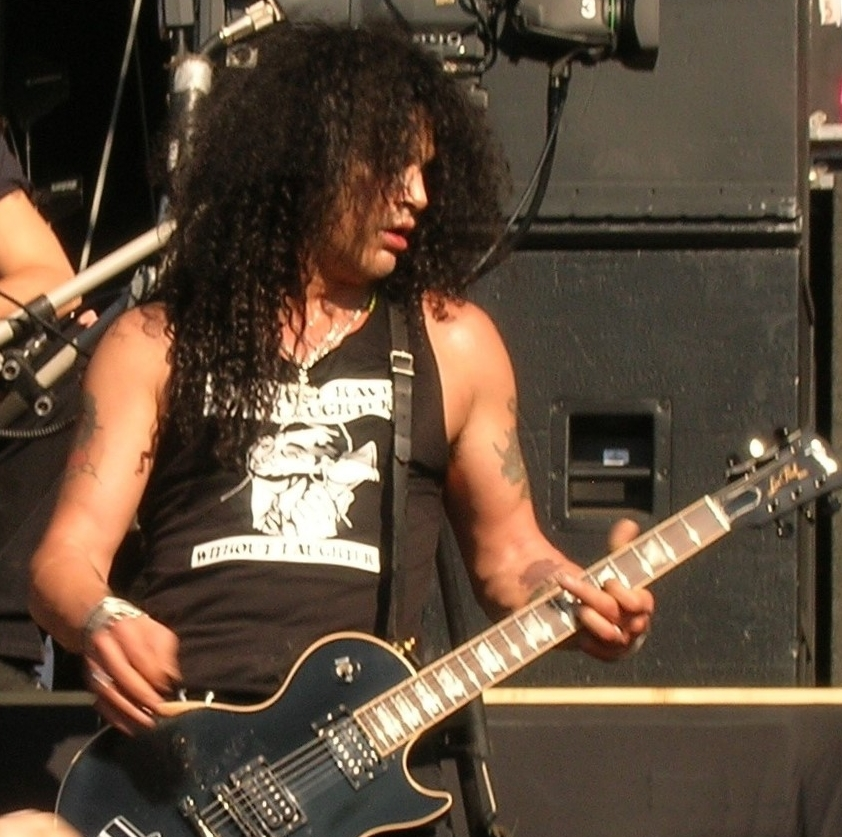
Slash tijdens een Velvet Revolver-concert in Nijmegen

De samenstelling van Velvet Revolver was:
- Scott Weiland, zang, ex-Stone Temple Pilots (-2008)
- Dave Kushner, gitaar, ex-Wasted Youth, ex-Dave Navarro
- Duff McKagan, basgitaar, ex-Guns N' Roses, ex-Loaded
- Slash, gitaar, ex-Guns N' Roses,ex-Slash's Snakepit
- Matt Sorum, drums, ex-Guns N' Roses, ex-The Cult

## Biografie
De band begon in 2002 nadat de drie ex-Guns 'n Rosesmuzikanten er na een jamsessie achter kwamen dat ze nog steeds graag samen speelden. De band heette toen nog The Project en ging op zoek naar een zanger. Onder meer Josh Todd (Buckcherry) en Kelly Shaefer (Neurotica) werden afgewezen. Uiteindelijk werd Scott Weiland (Stone Temple Pilots) aangenomen, net als rhythm guitarist Dave Kushner.
De eerste opname van de band is het nummer "Set me free" voor de soundtrack van de film The Hulk. Vervolgens werd de band pas hernoemd tot Velvet Revolver. Tussen de reclasseringen van Weiland door speelde de band zo veel mogelijk optredens en werkte aan het album Contraband (2004). Dit album werd uiteindelijk een groot succes met drie singles: "Slither", "Fall To Pieces", en "Dirty Little Thing". Vervolgens heeft de band "Come On Come In" opgenomen, sinds 23 juli 2007 is het nieuwe album "Libertad" te koop.
1 april 2008 was Weilands laatste optreden met Velvet Revolver (in de HMH, Amsterdam). Hij is uit de band gezet omdat hij volgens officieel bericht niet toegewijd was. Een andere reden is dat Scott na de laatste tour van Velvet weer naar zijn oude band the Stone Temple Pilots zou gaan.
De band heeft sinds Weilands vertrek geen nieuw materiaal uitgebracht, omdat de bandleden geen passende vervanger voor hem konden vinden. In januari 2012 kwam de band nog eenmaal met hem samen voor een benefietconcert. Weiland werd in datzelfde jaar zanger bij de nieuwgevormde band Scott Weiland and the Wildabouts. Op 3 december 2015 werd hij levenloos aangetroffen in zijn tourbus; Slash en McKagan keerden niet veel later terug naar Guns N' Roses.

## Discografie

### Albums
| Album met eventuele hitnotering(en) in de Nederlandse Album Top 100 | Datum van verschijnen | Datum van binnenkomst | Hoogste positie | Aantal weken | Opmerkingen |
| ------------------------------------------------------------------- | --------------------- | --------------------- | --------------- | ------------ | ----------- |
| Contraband                                                          | 2004                  | 12-06-2004            | 20              | 19           |             |
| Melody and the Tyranny                                              | 2007                  | -                     | -               | -            | EP          |
| Libertad                                                            | 2007                  | 07-07-2007            | 34              | 6            |             |

### Singles
| Single met eventuele hitnotering(en) in de Nederlandse Top 40 | Datum van verschijnen | Datum van binnenkomst | Hoogste positie | Aantal weken | Opmerkingen                 |
| ------------------------------------------------------------- | --------------------- | --------------------- | --------------- | ------------ | --------------------------- |
| Slither                                                       | 2004                  | -                     | -               | -            | Nr. 46 in de Single Top 100 |
| Fall to Pieces                                                | 2004                  | -                     | tip 3           | -            | Nr. 53 in de Single Top 100 |
| Come On, Come In                                              | 2005                  | -                     | -               | -            |                             |
| She Builds Quick Machines                                     | 2007                  | -                     | -               | -            |                             |